# Batalhão da Califórnia

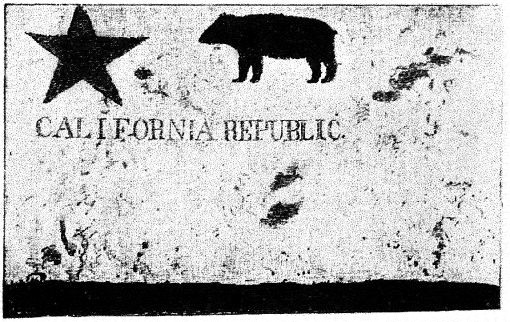
A primeira "bandeira do urso" da República da Califórnia

O Batalhão da Califórnia (em inglês:  California Battalion, também chamado California Volunteer Militia e U.S. Mounted Rifles) foi um grupo militarizado formado durante a guerra Mexicano-Americana (1846–1848) na atual Califórnia, Estados Unidos. Foi liderado pelo coronel do exército dos Estados Unidos John C. Fremont e composto por cartógrafos, exploradores e caçadores e por membros da California Volunteer Militia após a chamada "Bear Flag Revolt" que levou à instituição da República da Califórnia. A formação deste corpo militarizado foi oficialmente autorizada pelo Comodoro Robert F. Stockton que comandava a Esquadra do Pacífico da Marinha dos Estados Unidos.